# BMJ
BMJ là tập san y khoa bình duyệt truy cập mở một phần. Tên gọi tiếng Anh gốc của nó là British Medical Journal, sau đó tên gọi chính thức được viết tắt thành BMJ từ năm 1988. Tập san do tập đoàn BMJ xuất bản, một thành viên thuộc Hiệp hội Y khoa Anh quốc. Tổng biên tập hiện nay của BMJ là Fiona Godlee được bổ nhiệm vào tháng 2 năm 2005.